# Matías Celis
Matías Jesús Celis Contreras (Santiago del Cile, 9 gennaio 1989) è un ex calciatore cileno, di ruolo difensore.